# Евтім
Евтім (грец. Euthymos) — герой локрів, один із видатних локрійських атлетів, майстер боїв на кулаках. За легендою, визволив темесійців від страховиська. 
Потвора блукала містом, яке налякані мешканці хотіли вже залишити. Тоді оракул наказав темесійцям уласкавити потвору щорічним принесенням у жертву найвродливішої дівчини. Від цієї тяжкої данини їх звільнив Евтім.